# Xã Seven Hickory, Quận Coles, Illinois
Xã Seven Hickory (tiếng Anh: Seven Hickory Township) là một xã thuộc quận Coles, tiểu bang Illinois, Hoa Kỳ. Năm 2010, dân số của xã này là 286 người.